# Сиријско писмо
Сиријско писмо или сирско писмо је облик феничко-арамејског писма (алфабет) који се од I века користи у сиријском језику, асирском и осталим семитским језицима. Главни облици су, западносиријски алфабет и источносириски или Несторијански алфабет (који се проширио са хришћанским мисијама до Средње Азије и Кине). У XIX веку је од несторијанског писма начињен је алфабет за асирски језик у Ирану и Ираку.
Састоји се од 22 слова која су изведена из одговарајућих знакова из више древних арамејским писмама. Облик слова је италик и пише се у смеру - здесна налево.
Сва слова се могу повезати са претходним словима исте речи, али нека од њих нису у вези са наредним словима речи (са леве стране).
Прво слово у реченици се разликује од следећег величином слова.
| ’Ālap̄ | Bēṯ | Gāmal | Dālaṯ  | Hē | Wāw | Zayn | Ḥēṯ | Ṭēṯ | Yōḏ | Kāp̄ |
| ܐ     | ܒ   | ܓ     | ܕ      | ܗ  | ܘ   | ܙ    | ܚ   | ܛ   | ܝ   | ܟܟ  |
|       |     |       |        |    |     |      |     |     |     | ܟ   |
| Lāmaḏ | Mīm | Nūn   | Semkaṯ | ‘Ē | Pē  | Ṣāḏē | Qōp̄ | Rēš | Šīn | Taw |
| ܠ     | ܡܡ  | ܢܢ    | ܣ      | ܥ  | ܦ   | ܨ    | ܩ   | ܪ   | ܫ   | ܬ   |
|       | ܡ   | ܢ     |        |    |     |      |     |     |     |     |

## Источносиријско и западносиријско писмо
Постоји више варијанти сиријског писма. Врста писма, којим је написано више древних рукописа позната је као естрангело или естранђело. Најстарији преживелих натписи на естранђело писму датирају се на око 50. године, а коришћен је све до око 500. година. Подела сиријске цркве на несторианце и јакобите 431. године, довела је и до поделе у сиријском језику и писму на два облика: западни и источни..
Источносиријски ("Несториански", "Халдејски" или "Асирски") је формиран на почетку VII века. У свом основном облику источносиријски је ближи доста естранђело писму од западносиријског.
Западносиријски("Јакобитски" или "Маронитски") је формиран крајем VIII века. У традиционалним рукописима овај облик сирисјког писма се назива карто или шерто (лако / просто). 
Писма садрже само сугласнике, као што је то случај у хебрејском и арапском језику. Крајем VII или VIII века, уводе се самогласници. У источносиријском писму је коришћен систем тачака изнад слова, делимично и испод да укаже самогласнике 8 дуга и 4 кратка. У западносиријском, код Јакобита коришћени су у ту сврху донекле трансформисана мала грчка слова, која су постављене изнад слова, или испод њих. На тај начин означено је 5 самогласника.